# Cortia
Cortia är ett släkte i familjen flockblommiga växter. Dess arter förekommer i Himalaya och Tibet.

## Arter
Släktet har tre accepterade arter:
- Cortia depressa (D.Don) C.Norman
- Cortia lhasana (H.T.Chang & R.H.Shan) Pimenov & Kljuykov
- Cortia staintoniana Farille & S.B.Malla